# Megachile abdominalis
Megachile abdominalis är en biart som beskrevs av Smith 1853. Megachile abdominalis ingår i släktet tapetserarbin, och familjen buksamlarbin. Inga underarter finns listade i Catalogue of Life.